# 李青山 (香港演員)
李青山（英語：Carmen Lee Ching Shan，1957年5月26日—），香港前男演員。

## 背景
李青山無綫電視藝員訓練班第9期而出身。同期同學包括苗僑偉、黃日華、譚玉瑛、姚鳳絲等。李青山在加入娛樂圈前，曾是警隊成員服務了兩年多。其于1980年代初加入無綫電視，曾主演《男子漢》、《郎歸晚》等劇。1983年，無綫開拍《射鵰英雄傳》，由於不滿電視劇監製安排飾演尹志平一角而拒演，引致無綫不滿並循法律途徑控告李違約而對簿公堂，最終李敗訴需向無綫賠償損失亦遭提前解約，其角色由鄺佐輝取替，李青山憤而離開無綫及後往台灣發展，86年轉投亞洲電視。
加入亞視後，李青山初期演出古裝劇居多，後期亦有參演時裝劇，其中以《皇家檔案》系列最著名。
1990年代初，李青山淡出影視圈，並在1991年至1994年間開始從商。1998年加入九巴任職巴士車長，當時曾使用真實姓名李懿航，並在荔枝角車廠通宵更當值後備車長（曾駕駛過N241、N260、N271、N281線等），但在短時間內就辭職離開九巴。據部分知情網友透露，李青山遠離娛樂圈後回歸平淡，從事的士司機行業。現時，他在新大嶼山巴士工作，多數駕駛東涌區內線（37、37M、38、B4、B6線）。

## 演出作品

### 電視劇（無綫電視）
| 年份   | 劇名         | 角色         |
| 1980年 | 上海灘       | 陸世光       |
| 1980年 | 京華春夢     | 學生         |
| 1980年 | 上海灘龍虎鬥 |              |
| 1981年 | 迷離世界：魈 |              |
| 1981年 | 龍虎雙霸天   | 乘客         |
| 1981年 | 風雨晴       |              |
| 1981年 | 他的一生     | 李俊傑同學   |
| 1982年 | 男子漢       | 麥守正       |
| 1982年 | 星塵         |              |
| 1982年 | 假日風情     | 保安員胡大虎 |
| 1982年 | 郎歸晚       | 吳念祖       |
| 1982年 | 痴情劫       | 莊亦暉       |
| 1983年 | 奔向太陽     | 章英傑       |
| 1983年 | 再生緣       | 霍           |

### 電視劇（亞洲電視）
| 年份   | 劇名                         | 角色     |
| 1986年 | 清末四大奇案之楊乃武與小白菜 | 楊乃武   |
| 1986年 | 決戰江湖                     | 韋宇軒   |
| 1987年 | 鐵血藍天                     | 凌雄輝   |
| 1987年 | 滿清十三皇朝之順治           | 順治帝   |
| 1988年 | 愛火奔流                     | 林達生   |
| 1988年 | 賽金花                       | 孫紹棠   |
| 1989年 | 夜琉璃之面譜 夜琉璃之植物人  |          |
| 1989年 | 野櫻花                       | 高文輝   |
| 1989年 | 皇家儷人                     | 張銳衡   |
| 1989年 | 皇家檔案續集之棄卒           | 張志行   |
| 1989年 | 皇家檔案電影系列             | 李浩然   |
| 1990年 | 單身靚族                     |          |
| 1990年 | 血染紫禁城                   | 咸豐帝   |
| 1990年 | 90都市情懷之曲終人未散       | 周偉健   |
| 1991年 | 劍三十                       | 金老三   |
| 1991年 | 暴雨燃燒                     | 司徒子俊 |
| 1991年 | 四驅橋聖                     | 岑家輝   |
| 1993年 | 劍神不敗                     | 脫哈木   |

### 亞視電視電影
| 年份   | 片名                 | 角色   |
| 1988年 | 辣手先鋒             | 余尚志 |
| 1991年 | 香港奇案之北地胭脂   |        |
| 1991年 | 香港奇案之錶行大劫案 |        |
| 1992年 | 香港奇案之血紙盒     |        |
| 1992年 | 一千靈異夜之護花使者 | 何敬文 |

### 台劇
- 1985年《俠遊雲天》飾 白藍天

### 電影
- 1981年《交叉零蛋》
- 1983年《風生水起》飾 保羅
- 1992年《轟天皇家將》

## 節目主持
1980年：兒童節目《跳飛機與你》（無綫電視）

## 外部連結
- 李青山在香港影庫上的簡介